# Bostanlı, Nazımiye
Bostanlı là một xã thuộc huyện Nazımiye, tỉnh Tunceli, Thổ Nhĩ Kỳ. Dân số thời điểm năm 2010 là 64 người.